# Prezidentské volby v Polsku 2005

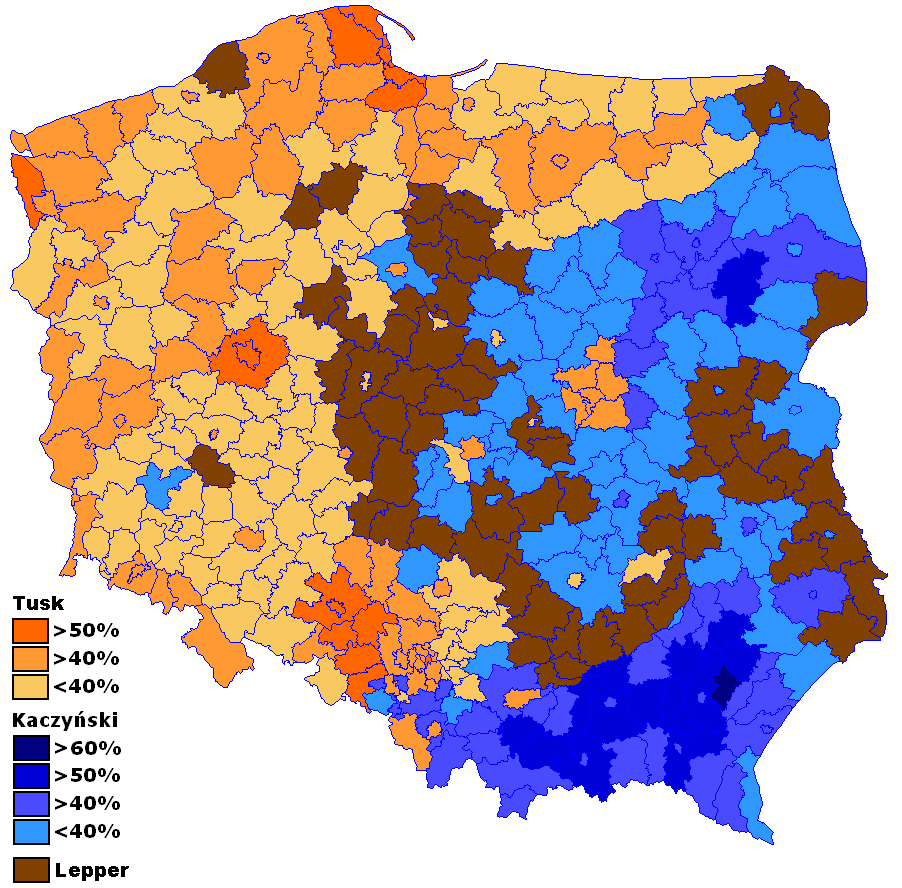
Vítězové prvního kola podle obvodů

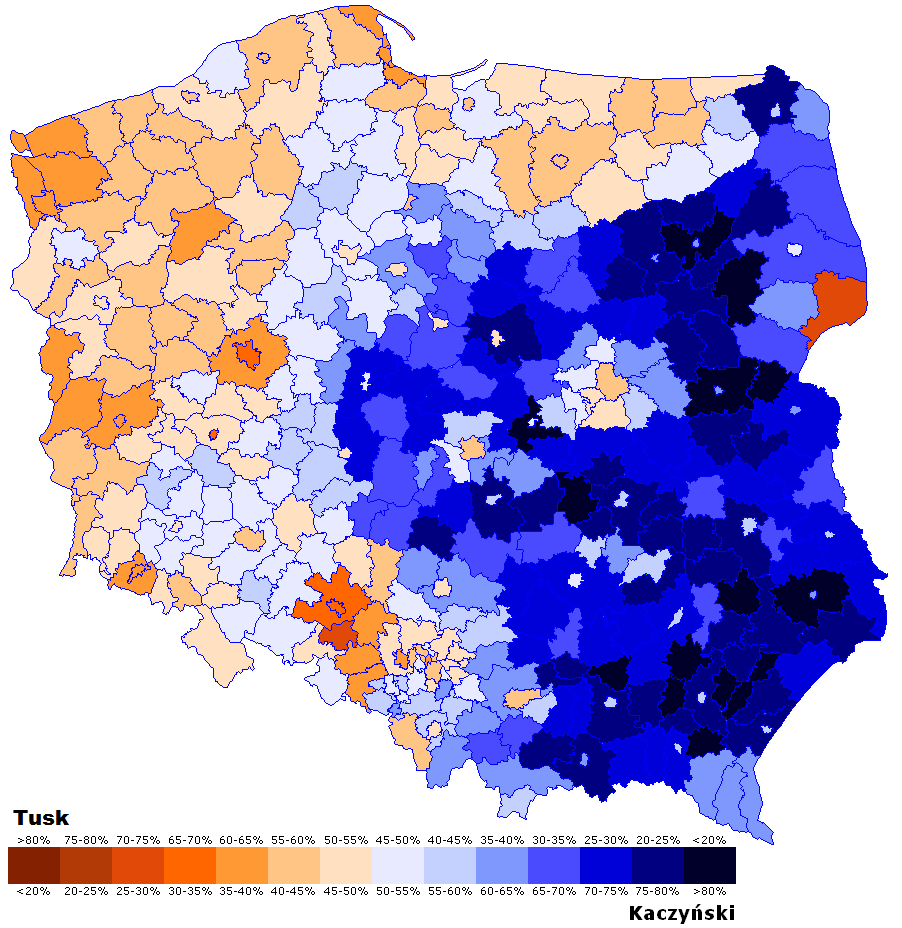
Vítězové druhého kola podle obvodů

V polských prezidentských volbách byl 23. října 2005 zvolen prezidentem varšavský primátor Lech Kaczyński za stranu Právo a spravedlnost, jejímž předsedou byl jeho bratr Jarosław Kaczyński. V prvním kole se 9. října o funkci prezidenta ucházelo 12 kandidátů, z nichž nejvíce hlasů získal předseda strany Občanská platforma Donald Tusk (36,33 %), Lech Kaczyński (33,1 %) a předseda strany Sebeobrana Polské republiky Andrzej Lepper (15,11 %). První dva kandidáti se 23. října utkali ve druhém kole. Lech Kaczyński získal 54,04 % a Donald Tusk 45,96 % hlasů. Volební účast byla 49,74 % v prvním kole a 50,99 % ve druhém kole. Dosavadnímu prezidentu Aleksanderu Kwaśniewskému skončilo druhé funkční období 23. prosince 2005. Od roku 1990 to byly čtvrté prezidentské volby a konaly se necelý měsíc po parlamentních volbách, ve kterých zvítězila strana Právo a spravedlnost pod vedením Jarosława Kaczyńského.
Jarosław Kaczyński nepřijal funkci premiéra, aby nepoškodil prezidentskou kampaň svého bratra a premiérem se stal jeho stranický kolega Kazimierz Marcinkiewicz. Ten ale v červenci 2006 rezignoval a prezident Lech Kaczyński jmenoval svého bratra Jarosława premiérem.